# Kostel svatého Aloise Gonzagy (Uhlířské Janovice)
Kostel svatého Aloise Gonzagy je farní kostel barokního slohu v centru města Uhlířské Janovice.  Kostel byl založen v roce 1767, dostavěn pak v roce 1795. Vysvěcen byl 6. září 1795. Kostel je chráněn jako kulturní památka České republiky. 
Kostel nechal vystavět kníže Alois z Lichtenštejna. Jedná se o jednolodní neorientovanou stavbu se vstupním portálem obráceným na severozápad. Oltáře kostela zdobí plastiky ve stylu Josefa Kramolína s původními obrazy sv. Aloise, sv. Jana Nepomuckého a sv. Josefa. Jeden z oltářů kostela zdobí vyobrazení sv. Františka z Assisi, tento oltář je v rokokovém stylu. Kromě toho se v kostele nachází cínová křtitelnice ve stylu pozdně renezančním z roku 1616.